# 韦里耶尔 (多姆山省)
韦里耶尔（法語：Verrières，法語：[vɛʁjɛʁ] ⓘ）是法国多姆山省的一个市镇，属于伊苏瓦尔区。

## 地理
韦里耶尔（45°34'16"N, 3°2'11"E）面积3.28 平方千米，位于法国奥弗涅-罗讷-阿尔卑斯大区多姆山省，该省份为法国中南部省份，北起阿列省接壤，东临卢瓦尔省，南至上盧瓦爾省和康塔爾省，西接科雷兹省和克勒兹省。
与韦里耶尔接壤的市镇（或旧市镇、城区）包括：格朗代罗勒、圣迪耶里、圣内克泰尔。

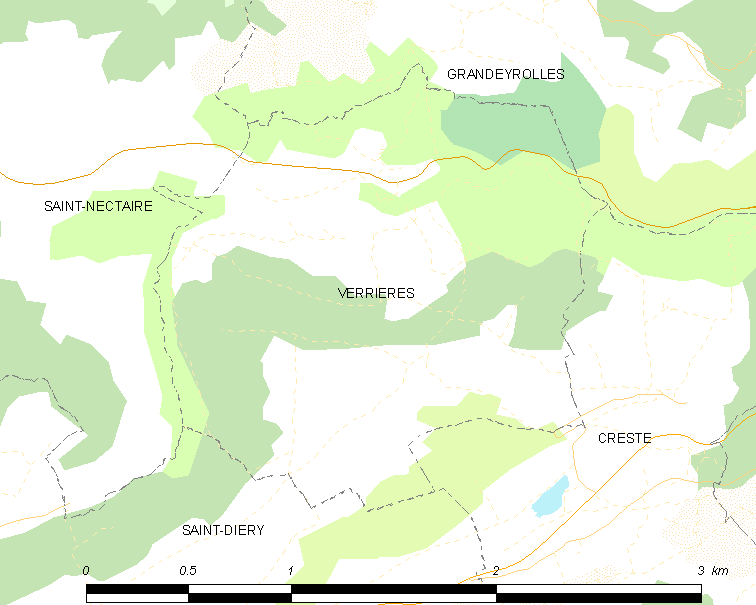
的OSM定位图

韦里耶尔的时区为UTC+01:00、UTC+02:00（夏令时）。

## 行政
韦里耶尔的邮政编码为63320，INSEE市镇编码为63452。

## 政治
韦里耶尔所属的省级选区为勒桑西县。

## 人口

1962-2008年间人口变化图示

韦里耶尔于2022年1月1日时的人口数量为74人。